# Schefflera atrifoliata
Schefflera atrifoliata är en araliaväxtart som beskrevs av Ru Huai Miao. Schefflera atrifoliata ingår i släktet Schefflera och familjen araliaväxter. Inga underarter finns listade.